# Фредерик Хаселборо
Фредерик Хаселборо (на английски: Frederick Hasselborough) (неизв. – 4 ноември 1810) е английски мореплавател, пътешественик-изследовател.

## Експедиционна дейност (1810)
На 4 януари 1810 на юг от Нова Зеландия открива остров Кембъл (52°32′ ю. ш. 169°10′ и. д. / 52.533333° ю. ш. 169.166667° и. д., 113 км2), а на 11 юли – остров Макуори (54°37′ ю. ш. 158°51′ и. д. / 54.616667° ю. ш. 158.85° и. д., 128 км2).